# Giuse Trịnh Tái Phát
Giuse Trịnh Tái Phát (tiếng Trung: 鄭再發, Cheng Tsai-fa; 24 tháng 7 năm 1932 - 2 tháng 9 năm 2022) là một giám mục người Đài Loan của Giáo hội Công giáo Rôma, ông từng giữ chức Tổng giám mục Tổng giáo phận Đài Bắc.

## Tiểu sử
Tổng giám mục Trịnh Tái Phát sinh ngày 4 tháng 7 năm 1932 tại Hạ Môn. Sau quá trình tu tập, năm 25 tuổi, ngày 21 tháng 12 năm 1957, Phó tế Giuse được thụ phong chức linh mục.
Ngày 3 tháng 12 năm 1990, Tòa Thánh quyết định loan báo thông tin chọn linh mục Giuse Trịnh Tái Phát làm Giám mục chính tòa Giáo phận Đài Nam. Lễ tấn phong cho Tân giám mục diễn ra sau đó vào ngày 2 tháng 2 năm 1991, với sự chủ phong của Giám mục Phaolô Thành Thế Quang, nguyên Giám mục chính tòa Đài Nam, phụ phong có các giám mục Giuse Địch Cương, Tổng giám mục Tổng giáo phận Đài Bắc và giám mục Phaolô Thiện Quốc Tỷ, giám mục chính tòa Giáo phận Hoa Liên.
Ngày 24 tháng 1 năm 2004, Tòa Thánh chọn giám mục Phát thành Tổng giám mục Tổng giáo phận Đài Bắc. Ông đảm nhiệm chức vụ này đến ngày 9 tháng 11 năm 2007 thì về hưu. 
Ông qua đời ngày 2 tháng 9 năm 2022, hưởng thọ 90 tuổi.